# 柠檬酸铵
柠檬酸铵，分子式C6H17N3O7，其水溶液顯弱酸性。

## 性质
白色潮解粉末或结晶。易溶于水。熔点时有分解。低毒。

## 制备
通过向柠檬酸溶液中通入氨气、保持温度在60°C以下反应而得。
{\displaystyle \ (HOOCCH_{2})_{2}C(OH)COOH+3(NH_{3}\cdot H_{2}O)\rightarrow }{\displaystyle \ (H_{4}NOOCCH_{2})_{2}C(OH)COONH_{4}+3H_{2}O}

## 用途
用作测定肥料中磷酸盐的试剂、酸度调节剂，也用于制药、防锈和无氰电镀。